# Slavnyj
Slavnyj (precedentemente conosciuta con il nome di Tula-50) è una cittadina della Russia europea centrale, situata nella oblast' di Tula; appartiene amministrativamente al rajon Arsen'evskij.